# Pfarrkirche Behamberg

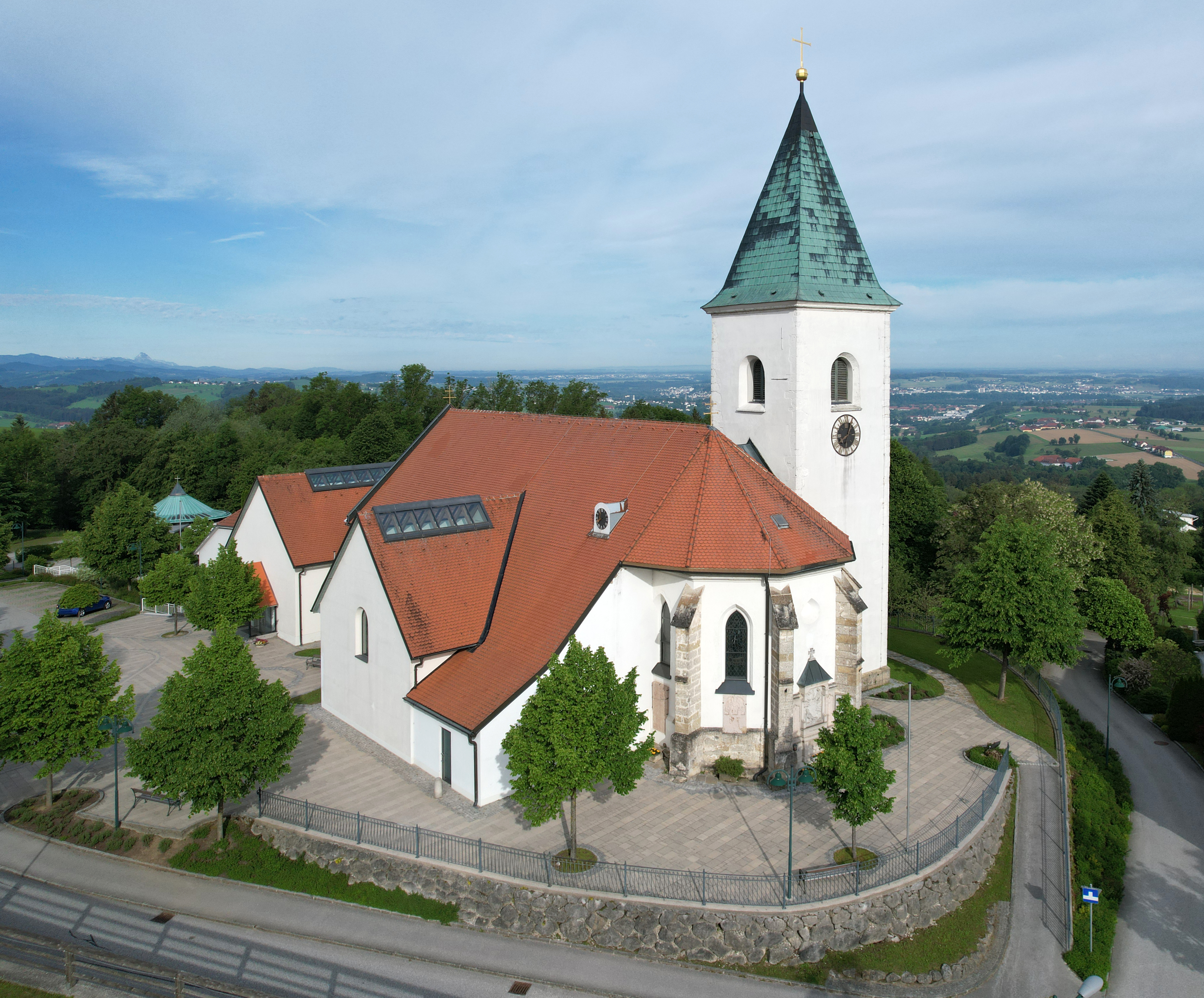
Katholische Pfarrkirche hl. Martin in Behamberg

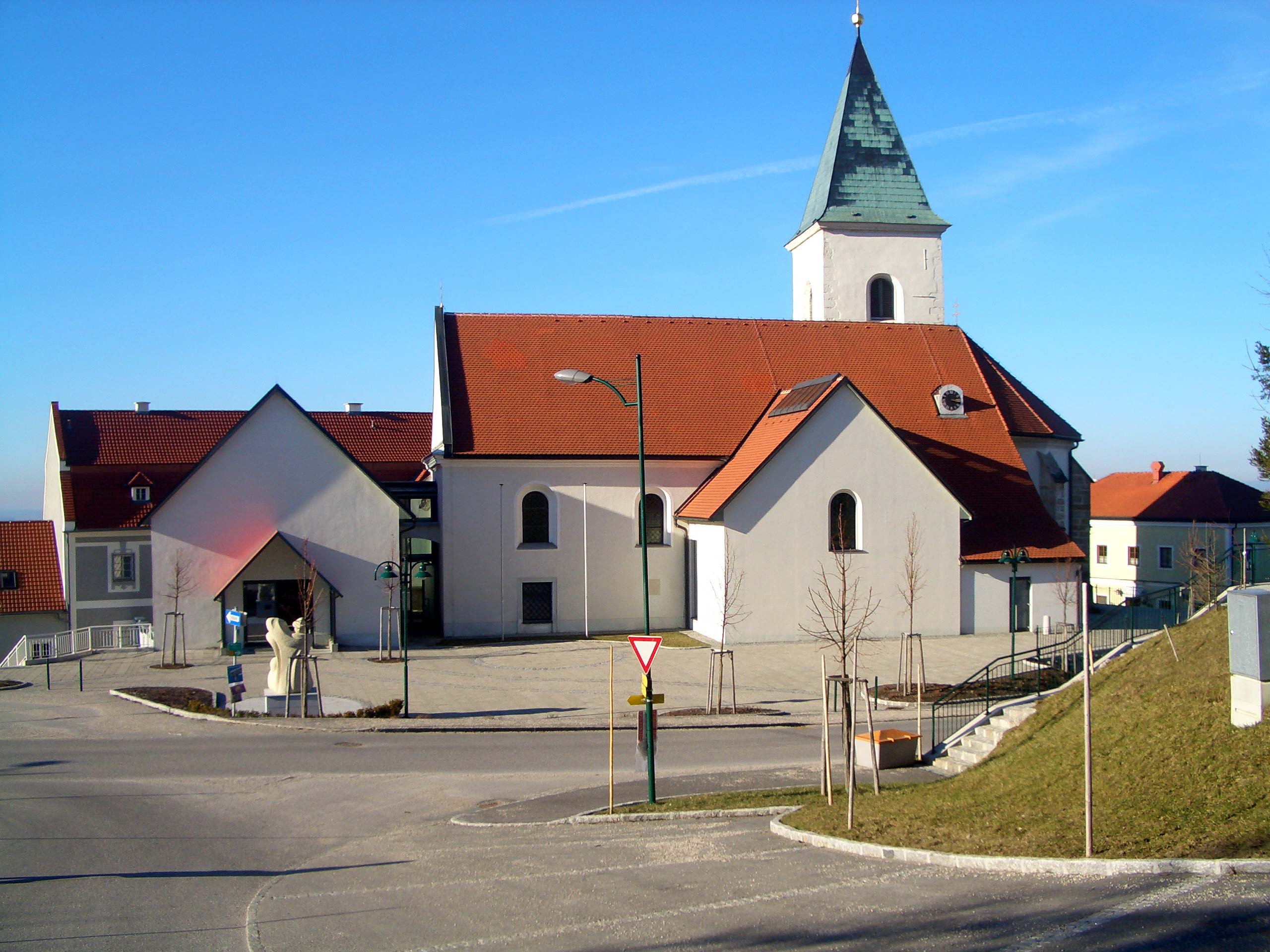
Katholische Pfarrkirche hl. Martin in Behamberg

Die Pfarrkirche Behamberg steht in der Gemeinde Behamberg im Bezirk Amstetten in Niederösterreich. Die dem heiligen  Martin von Tours geweihte römisch-katholische Pfarrkirche gehört zum Dekanat Haag in der Diözese St. Pölten. Die Kirche steht unter Denkmalschutz (Listeneintrag).

## Geschichte
Die Kirche steht auf den Fundamenten eines Saalbaus aus dem 9. Jahrhundert. Die Kirche war anfangs eine Eigenkirche der Traungauer Ottokare. Urkundlich (1082) ging die Doppelpfarre mit Weistrach (Pfarrkirche Weistrach) im Tausch gegen Garsten (Pfarrkirche Garsten) an den Bischof Altmann von Passau (1015–1091). Der gotische Chor aus dem 14. Jahrhundert erhielt um 1500 das spätgotische Langhaus. Das Langhaus wurde im 17. Jahrhundert nach Westen erweitert. Es gibt barocke Anbauten. 1999 wurde der ehemalige spätgotische Speicherbau im Westen als Vorhalle mit einem Aufgang zur Empore und als Wochentagskapelle mit der Pfarrkirche baulich verbunden.

## Architektur
Kirchenäußeres
Die Kirche steht auf einem angeschütteten und teils ummauerten Plateau im Ortszentrum. Die Pfarrkirche zeigt sich schlicht mit 1864 erneuerten Rundbogenfenstern. Durch die Einbeziehung des ehemaligen Speicherbaues an die Pfarrkirche entstand ein neues markantes Raumgefüge. 
Kircheninneres
Das dreijochige dreischiffige spätgotische Langhaus gründet in der nördlichen Mauerflucht im romanischen Kern der Kirche des 9. Jahrhunderts.

## Ausstattung
Der Hochaltar (1871) ist ein dreiteiliges Baldachinretabel.
Die Orgel mit 12 Registern bauten 1899 die Gebr. Rieger in Jägerndorf.